# Sociedad Thule
La Sociedad Thule (en alemán: Thule-Gesellschaft), originalmente Grupo de Estudio de la Antigüedad Alemana (Studiengruppe für germanisches Altertum), fue un grupo ocultista, racista y völkisch de Múnich creado por Rudolf von Sebottendorff, notable principalmente por ser la organización que patrocinó al Partido Obrero Alemán (DAP), más tarde transformado por Adolf Hitler en el Partido Nacionalsocialista Alemán de los Trabajadores (NSDAP). La Sociedad exigía que todos los posibles miembros jurasen que por sus venas o las de su mujer no corría sangre judía.

## Creencias
El principal interés de la Sociedad Thule fue una reivindicación sobre los orígenes de la raza aria. «Thule» era un país situado por los geógrafos grecorromanos en el más lejano norte. La sociedad se bautizó en honor a la Última Thule (en latín ‘el norte más distante’), mencionada por el poeta romano Virgilio en su poema épico Eneida, que era la porción más al norte de Thule y se suele asimilar a Escandinavia. La ariosofía la designó como capital de la Hiperbórea y situaron Última Thule en el extremo norte cercano a Groenlandia o Islandia.[cita requerida]
Los thulistas creían en la teoría intraterrestre. Entre sus metas, la Sociedad Thule incluyó el deseo de demostrar que la raza aria procedía de un continente perdido, quizás la Atlántida. Estas eran algunas de las tareas para las cuales fue fundada la Ahnenerbe, una organización que, aunque oficialmente fue creada para dar valor a las tradiciones alemanas, acabó convirtiéndose en un grupo de estudio de las ciencias ocultas con la finalidad de destruir el cristianismo e instaurar una nueva religión en Alemania.

## Actividades
La Sociedad Thule atrajo a unos 250 seguidores en Múnich y unos 1500 en toda Baviera. Sus encuentros se celebraban a menudo en el por entonces lujoso hotel muniqués Vier Jahreszeiten (Las Cuatro Estaciones).
Los seguidores de la Sociedad Thule, como admitió el propio von Sebottendorff, estaban poco interesados en sus teorías ocultistas, y mucho en combatir a judíos (a quienes consideraban una raza inferior) y comunistas. Uno de sus miembros, Anton Graf von Arco auf Valley asesinó en 1919 al primer ministro socialista Kurt Eisner.
Tras el establecimiento de la República Soviética de Baviera, fueron acusados de intentar infiltrarse en su gobierno y de haber intentado un golpe de Estado el 30 de abril de 1919. Durante este intento, el gobierno comunista apresó a varios miembros de la Sociedad Thule y posteriormente los ejecutó.

### El semanarioMünchener Beobachter
La Sociedad Thule compró un semanario local, el Münchener Beobachter (‘Observador de Múnich’), y cambió su nombre a Münchener Beobachter und Sportblatt (aproximadamente ‘Observador de Múnich e Información Deportiva’) en un intento por mejorar su circulación. El Münchener Beobachter se convertiría más adelante en el Völkischer Beobachter (‘Observador del pueblo’), el principal periódico nacionalsocialista, editado por Karl Harrer.

### Deutsche Arbeiterpartei
En 1919, el miembro de la Sociedad Thule Anton Drexler, que había establecido vínculos entre la Sociedad y varias organizaciones extremistas de derechas de Múnich, fundó junto con Karl Harrer el Deutsche Arbeiterpartei (DAP) o ‘Partido Alemán de los Trabajadores’. Adolf Hitler se unió a este partido aquel mismo año. El 1 de abril de 1920, el DAP fue refundado como Nationalsozialistische Deutsche Arbeiterpartei (NSDAP) o Partido Nacionalsocialista Alemán de los Trabajadores.
Para entonces Von Sebottendorff había abandonado la Sociedad Thule y nunca se hizo miembro del DAP o del Partido Nazi. Muchos otros miembros de la Sociedad Thule o del DAP fueron más adelante personajes prominentes de la Alemania nazi, incluyendo a Dietrich Eckart, Gottfried Feder, Hans Frank, Karl Harrer, Rudolf Hess, Alfred Rosenberg y Julius Streicher. A Dietrich Eckart, que había entrenado las habilidades de Hitler para el discurso público, le dedicó éste su libro Mi lucha. Aunque se ha afirmado comúnmente que Adolf Hitler era un miembro, no hay evidencia alguna de ello; por el contrario, sí la hay de que nunca asistió a una reunión, como lo atestigua el diario de Johannes Hering de las reuniones de la Sociedad.
Otros miembros fueron Karl Fiehler, Wilhelm Frick, Michel Frank, Heinrich Jost, Wolfgang Pongratz, Wilhelm Laforce, Johann Ott, Hans Riemann, Max Seselmann y Hans-Arnold Stadler. Dos aristócratas bien conocidos del grupo fueron la condesa Hella von Westarp, que actuaba de secretaria de Rudolf von Sebottendorff, y el príncipe Gustav von Thurn und Taxis (ver: Casa de Thurn y Taxis), detenidos y ejecutados por el gobierno de la República Soviética de Baviera en 1919.

## Disolución
Después de que Hitler llegase al poder en 1933, la Sociedad Thule y el resto de organizaciones esotéricas fueron suprimidas (incluidos los ocultistas völkisch), muchas de ellas clausuradas por la legislación antimasónica en 1935. Cuando Von Sebottendorff volvió a Alemania y publicó un libro sobre la Sociedad Thule titulado Bevor Hitler kam (Antes de que viniera Hitler), fue arrestado y el libro prohibido.   

No obstante, se ha argumentado que algunos miembros de Thule y sus ideas fueron incorporadas al Tercer Reich. Algunas de las enseñanzas de la Sociedad Thule fueron recogidas en los libros de Alfred Rosenberg. Muchas de las ideas ocultas también encontraron el favor de Heinrich Himmler, que tenía un gran interés por el ocultismo. En cambio Hitler no era partidario del ocultismo y limitó su propagación dentro del partido nazi.
"Ya he prohibido todas estas tonterías firmemente varias veces - dijo Hitler - todas estas historias de los lugares de Thing, de los solsticios, de la serpiente de Mittgard y todo lo que está sacado de los tiempos germánicos primitivos. Después les leen a los jóvenes de 15 años a Nietzsche y a través de citas ininteligibles les hablan del superhombre y les dicen que eso han de ser ellos". -Adolf Hitler.

## Teorías de conspiración
Como la sección Ahnenerbe de las SS, y debido a su pasado ocultista, la Sociedad Thule se ha convertido en el centro de muchas teorías de conspiración sobre la Alemania nazi. Tales teorías incluyen la creación de una nave espacial y de armas secretas. Debido a que el grupo ayudó a Hitler con sus habilidades de oratoria, algunos han sugerido incluso que la sociedad le concedió de alguna forma poderes mágicos que contribuyeron a su posterior éxito.
Además se ha sugerido que Vril, la Sociedad Thule y DHvSS se fusionaron entre sí en algún momento (quizás 1919). Se dice que en DHvSS habrían adorado a una diosa alemana de la montaña llamada Isia, así como a la piedra negra (Schwarzer Stein).[cita requerida]

## La Sociedad Thule en la cultura popular
- El péndulo de Foucault de Umberto Eco menciona la Sociedad sobre una docena de veces cuando los tres protagonistas discuten sobre misticismo y rosacrucismo.
- El Retorno de los Brujos de Pauwels y Bergier. En él se describen parte de los movimientos de la sociedad Thulé.
- Karl Ruprecht Kroenen, uno de los antagonistas de la película Hellboy, es descrito como miembro de la Sociedad Thule.
- La Sociedad Thule aparece en el videojuego BloodRayne.
- El libro de José Calvo Poyato, "La orden negra", ficción en la Barcelona de hoy, El grial y los herederos del nazismo.
- La Sociedad Thule aparece en el centro de la trama de Wolfenstein (videojuego).
- En la novela del álbum del grupo español Mägo de Oz Gaia III: Atlantia, la sociedad Thule es mencionada en la parte perteneciente a la canción "Für immer", en la cual se critica a Adolf Hitler. En este pasaje, se relata cómo Heinrich Himmler se trasladó a Montserrat para buscar el Santo Grial.
- En la novela "Los demonios de Berlín", de Ignacio del Valle, la sociedad Thule está situada en el centro de la trama.
- En la novela "La organización", de Octavio Rodríguez Araujo, la sociedad Thule es mencionada como una de las precursoras de la ultraderecha alemana que influyó en otras que formaron parte del nazismo.
- La novela Shangri-la, de Julio Murillo centra su trama en una supuesta conspiración de esta sociedad secreta para ocultar la supervivencia de Hitler tras la Segunda Guerra Mundial y la construcción de una megaciudad Nazi en la Antártida
- La Sociedad Thule aparece en la serie Supernatural.
- La sociedad Thule es, junto con el conde Drácula, el antagonista del videojuego Drácula 3: La Senda del Dragón
- En la novela "La estirpe de los dragones", de Salvador Martínez, la sociedad del Thule es mencionada y forma una parte importante de la novela.
- En la novela "La Máscara del Miedo" de Álvaro Valcarce Alba, correspondiente a la segunda parte de la Saga León Púrpura, la Sociedad Thule es una parte fundamental del libro, además de ser el líder, El Enmascarado, uno de sus protagonistas.
- En la película Hellboy, de Guillermo del Toro, esta sociedad es mencionada como una organización que desea la resurrección de "Los 7 Dioses del Caos".
- En la película OVA Fullmetal Alchemist: Conquistador de Shamballa, que concluye el anime Fullmetal Alchemist, la sociedad Thule aparece como principal antagonista. Su líder Dietlinde Eckart pretende abrir un portal para viajar a un lugar llamado Shamballa, que en realidad se trata del mundo donde se desarrolla la obra original y lugar de procedencia de su protagonista Edward Elric.
- En la novela "Código América" de Carlos Basso, descendientes de alemanes nazi pertenecientes a la sociedad Thule, tratan de hacerse de un mapa que los guiará hasta la Ciudad de los Césares.
- En el single Nazis en la Luna (LXDZ - Capítulo III) del grupo de heavy metal español Gigatron, se menciona a la Sociedad Thule tras la derrota de Mecha-Hitler por medio de un palíndromo-virus.